# Brkonja Čeljustnik
Brkonja čeljustnik je sodobna avtorska pravljica, ki jo je napisal pisatelj Bogomir Magajna. Glavni temi sta eros in tanatos (dobro in zlo).

## Vsebina pravljice:
Divji mož Brkonja Čeljustnik je dober velikan, ki pomaga ljudem v stiski. Rešuje jih pred volkovi, medvedi, pticami roparicami ter drugimi zvermi. Ime je dobil po svojih imenitnih brkih, ki so tako dolgi, da si jih lahko trikrat ovije od tal do nosu. Otrokom dovoli, da se igrajo in plezajo po njih. Živi v ogromnih jamah onkraj Skalnate doline, kjer prebivajo tudi škratje, vile, rak Dolgokrak in zmaj Triglav. 
Najlepša deklica dežele se je poroči la s poglavarjem ljudstva in vsi ljudje so prišli na svatbo. Povabljen je bil tudi Brkonja Čeljustnik. Ko se je najedel, je zaspal. Ljudje, opiti od vina, so mu v pohlepu odrezali dragocene brke in jih podarili nevesti. S tem pa so priklicali nase maščevanje Brkonje Čeljustnika. »Tebi, nevesta, bom ugrabil, kar boš najbolj ljubila v življenju in nikdar ne boš imela dovolj solz, da bi jih izjokala.« S temi besedami je velikan napovedal maščevanje ljudem in se umaknil v podzemlje. Tam se je skrival, ker ni hotel, da ga kdo vidi. Brez brkov ga je bilo sram, saj so mu pomenili vse. Bile so njegova moč in ponos. V podzemlju so se vsi prebivalci odločili, da bodo krajo brkov maščevali. Nekoč dobrodušni velikan je postal maščevalen in zloben. 
Šele ko Brkonje Čeljustnika ni bilo na spregled, so ljudje spoznali, kakšno napako so naredili. Zveri so jim namreč poklale vso drobnico in ptice roparice so odnašale otroke. Zanje so se začeli hudi časi. Čeprav so klicali divjega moža na pomoč, se le-ta ni odzval.
V teh slabih časih se je poglavarju in ženi rodila deklica Darka. Ko je Brkonja Čeljustnik izvedel za to novico, so se mu usta razlezla v zloben nasmeh. Odločil se je deklico ugrabiti in jo umoriti. 
Darka je rasla, postajala je zala in vsi mladi vitezi so jo hodili gledat. Vsak si jo je želel za ženo. Pesniki so ji skladali pesmi, muzikanti so ji peli pod oknom in vsi ljudje so pazili na njeno varnost. Vedeli so namreč, da je Brkonja Čeljustnik napovedal maščevanje poglavarjevi ženi. 
Edino Branko in njegov oče sta bila žalostna, ko so divjemu možu odrezali brke. Rada sta ga imela in Branko se je vedno igral z brki velikana. Brkonja Čeljustnik je vsemu podzemlju ukazal, naj se Branka in njegovega očeta nihče ne dotakne. Začutil je njuno dobroto in ljubezen, zato jima ni želel storiti nič slabega. Ko je Branko prvič videl Darko, mu je zaigralo srce in zapel ji je pesem, Darka pa mu je podarila cvet. 
Nekega večera so se vsi na dvoru opili - v vino je bil namreč primešan opojni sok - in takrat so s pesmijo vile zvabile Darko v podzemlje ter jo izročile Brkonji Čeljustniku. Branko je videl, kako je Darka vstopila v podzemlje in ponesel novico na dvor. 
Poglavar je razglasil, da se lahko tisti, ki reši Darko, poroči z njo in postane poglavar dežele. Nihče razen Branka se ni opogumil, da bi rešil deklico iz podzemlja. Dolgo je Branko premišljal, kako bi prišel do Darke in končno se je odločil. Z očetom sta iztesala čoln in deček je lahko odrinil na pot. S seboj je vzel še gosli, meč in lok.
V podzemlju ga je čakalo kar precej ovir. Najprej je ubil zmaja Triglava s svojo premetenostjo in iznajdljivostjo, nato pa se je znašel pred Brkonjo Čeljustnikom. Zaigral je  na gosli tako lepo, da je vse podzemlje zaplesalo. Celo velikanu so se za trenutek razsvetlile oči. Vesel je bil Brankovega obiska, a v njegovem srcu sta še vedno vladala  žalost in želja po maščevanju. 
Velikan sploh ni opazil, da so mu v tistem trenutku zrasli novi, dolgi in še lepši brki. Šele, ko ga je Branko na to opozoril, je Brkonja od veselja zavriskal in ga objel, Darki pa vrnil svobodo.
Sledila je poroka Branka in Darke, na kateri je Brkonja Čeljustnik slovesno obljubil, da bo od zdaj naprej zopet pomagal ljudem. 

## Interpretacija glavnega lika
Glavni literarni lik je Brkonja Čeljustnik. Ime označuje njegovo najbolj opazno lastnost - dolge brke.
Brkonja Čeljustnik se je spremenil iz nesebičnega v sebičnega velikana, ko so mu pijani svatje odrezali brke in s tem ohromili njegovo moč. Na koncu zgodbe je s pomočjo Branka zopet postal nesebični velikan in vzpostavi se začetni red.
Svatje, ki jim je opojno vino vzbudilo pohlep po zavidljivo lepih brkih, povzročijo prvo spremembo Brkonje Čeljustnika. Odrežejo mu brke (lepi, beli, dolgi, dolgi, močni, čudoviti brki), ki so nekakšen simbol za moč tega velikana. Zaradi izgube moči, ki jo simbolizirajo brki, se Brkonja Čeljustnik umakne v podzemlje, dogajanje v svetu ljudi pa se nadaljuje z Brankom v glavni vlogi. 	
Za drug prehod – prehod iz sebičnega nazaj v nesebičnega velikana – je odgovoren Branko. Ta velja za pravega junaka s poštenimi nameni, ki ima dobro srce in vsem želi le najboljše. Pri Branku gre za motiv izbranca, pogumnega in poštenega dečka, ki reši ugrabljeno Darko in zopet prebudi toplino v velikanovem srcu. Dobri nameni dečka Branka premagajo čustveno otopelost Brkonje Čeljustnika, ki je oslepel zaradi žalosti. Na koncu velikan zopet postane nesebični in dobri mož terpomaga ljudem kot nekoč – kaos preide v začetni red.

## Nekatere značilnosti pravljice Brkonja Čeljustnik
Pravljica ima okvir: začne in konča se s svadbo. Dogajalni čas in prostor sta nedoločljiva. V besedilu zasledimo besedne zveze, ki so za pravljico značilne: v tistih časih, v teh hudih dnevih, nekega dne, tedaj in na koncu pokrajine, v črnih borovih gozdovih, v skalnati dolini, črna dvorana, kristalna dvorana, podzemne jame ... 
Raven dogajanja je domišljijska, vse dogajanje se odvija na fantastični ali imaginarni ravni. Glavnina dogajanja je v podzemnem svetu, kjer Brkonja Čeljustnik utaplja svojo žalost in načrtuje maščevanje, začetek in konec dogajalnega prostora pa je svet ljudi. Začetek dogajalnega časa je prva poroka (poroka poglavarja in najlepše deklice v deželi), sledi čas rojstva Darke, ugrabitev in čas Brankovega reševanja Darke. Zaključi se s poroko med Brankom in Darko. 
Pravljica vsebuje dva najpomembnejša elementa v človekovem življenje: rojstvo in poroko. 
V besedilu se pojavljajo in dogajajo neverjetne stvari (živali govorijo, deček Branko premaga zmaja Triglava, Brkonji Čeljustniku zrastejo novi brki …). V pravljici nastopajo pravljična bitja, kot so vile, škrati, zmaj, rak Dolgokrak ...
Temeljna tema sta eros in tanatos, torej dobro in zlo. V ljudski pravljici sta dobro in zlo ostro razdeljena, v primeru Brkonje Čeljustnika pa ta delitev ni tako očitna. Glavni literarni junak se spremeni iz dobrega v slabega in nato spet v dobrega. Spremljamo lahko razvoj književne osebe. 
Pripovedovalec je vsevedni (tretjeosebni). Posredovan nam je moralni nauk v smislu »dobro vedno premaga zlo«. 

## Izdaje pravljice Brkonja Čeljustnik
Pravljica je izšla tako v zbirki kot v samostojni knjigi, in sicer:
- Brkonja Čeljustnik, Mladinska matica, 1933
- V deželi pravljic in sanj, Mladinska knjiga, 1952
- Brkonja Čeljustnik, Mladinska knjiga, 1956
- Brkonja Čeljustnik, Mohorjeva družba, 1975
- Izbrana mladinska besedila, Mladinska knjiga, 1980
- Brkonja Čeljustnik, Mladinska knjiga, 1981
- Brkonja Čeljustnik, Radio Ljubljana Rio, režija Mirč Kragelj 1952